# Silent Night (Devin Townsend)
Silent Night è un singolo del cantautore canadese Devin Townsend, pubblicato il 23 novembre 2020.

## Descrizione
Si tratta di una cover della celebre carola natalizia Silent Night, realizzata da Townsend per presentare l'evento in live streaming A Very Devy Christmas, andato in onda il 23 dicembre successivo.

## Tracce
1. Silent Night – 4:58